# Candangolândia
Candangolândia è una regione amministrativa del Distretto Federale brasiliano.